# Hydrographisches Lietava-Schutzgebiet
Das Hydrographische Lietava-Schutzgebiet (litauisch Lietavos hidrografinis draustinis) ist ein staatliches Schutzgebiet der Hydrographie in der Rajongemeinde Jonava, in Litauen. Geschützt wird ein Teil der Lietava (im Wald Upninkai) und der Wasserhaushalt, der die hydrologische Bedeutung wegen der Schwankungen hat. Das Gebiet wurde 1992 gegründet und ist 143 ha groß.
Der Obertalsteil von Lietava ist kanalisiert. Der Fluss ist kurvenreich. Zu den hier lebenden Tierarten gehören die Forelle, der Fischotter, der Amerikanische Nerz und im Winter die Wasseramsel.